# Michel Lemaire (écrivain québécois)
Pour les articles homonymes, voir Michel Lemaire et Lemaire.
Michel Lemaire, né le 13 février 1946 à Ciboure en France, est un poète, nouvelliste, essayiste et enseignant québécois.

## Biographie
Originaire de Ciboure en France, Michel Lemaire s'établit au Québec en 1954. Il vit dans l'Outaouais depuis 1978. Il obtient une maîtrise ainsi qu'un doctorat en lettres de l'Université de Montréal, puis enseigne les littératures française et québécoise à l'Université d'Ottawa.
Michel Lemaire signe plusieurs textes dans les revues Liberté, Estuaire, Voix et Images, Études françaises ainsi que Lettres québécoises en plus d'être lecteur pour les Éditions Quinze et secrétaire du comité de lecture de la collection «Astrolabe» des Éditions de l'Université d'Ottawa,.
En poésie, il fait paraître plusieurs titres aux Éditions du Noroît dont Ambre gris (1985), Le goût de l'eau (1991), L'envers des choses (1993) ainsi que L'espace où tournent les êtres (1996).
Il publie également un recueil de nouvelle qui s'intitule Cavalier d'ennui (Le Préambule, 1984) ainsi qu'un essai, Le dandysme de Baudelaire à Mallarmé (Presses de l'Université de Montréal, 1978),,.

## Œuvres

### Poésie
- Poèmes, 1972 (lire en ligne).
- L'envers des choses, avec 10 dessins de François de Lucy, Montréal, Quinze, 1976, 103 p  (ISBN 0885650883)
- Ambre gris, accompagnés de cinq gouaches de Jacques Brault, Montréal, Éditions du Noroît, 1985, 64 p. (ISBN 2890181138)
- Le goût de l'eau, accompagnés de dix encres de Jacques Brault, Montréal, Éditions du Noroît, 1991, 78 p. (ISBN 2890182304)
- L'envers des choses, accompagnés de dix dessins de François de Lucy, Montréal, Éditions du Noroît, 1993, 98 p.  (ISBN 2-89018-267-3)
- L'espace où tournent les êtres, Montréal, Éditions du Noroît, 1996, 73 p.  (ISBN 2-89018-344-0)

### Nouvelles
- Cavalier d'ennui, Longueuil, Le Préambule, 1984, 99 p. (ISBN 2891330455)

### Essai
- Le dandysme de Baudelaire à Mallarmé, Montréal, Presses de l'Université de Montréal, 1978, 330 p. (ISBN 0840503717)